# Saurauia erythrocarpa
Saurauia erythrocarpa är en tvåhjärtbladig växtart som beskrevs av Chou Fen g Liang och Y.S. Wang. Saurauia erythrocarpa ingår i släktet Saurauia och familjen Actinidiaceae. Utöver nominatformen finns också underarten 